# Calingasta (ort i Argentina)
Calingasta är en ort i Argentina.   Den ligger i provinsen San Juan, i den nordvästra delen av landet, 1 100 km väster om huvudstaden Buenos Aires. Calingasta ligger 1 409 meter över havet och antalet invånare är 8 176.
Terrängen runt Calingasta är lite bergig. Trakten runt Calingasta är nära nog obefolkad, med mindre än två invånare per kvadratkilometer.. Det finns inga andra samhällen i närheten.
Omgivningarna runt Calingasta är i huvudsak ett öppet busklandskap.